# 14-й розділ Кодексу США
14-й розділ Кодексу США, (англ. Title 14 of the United States Code) — розділ Кодексу Сполучених Штатів Америки, який безпосередньо визначає місце та роль Берегової охорони країни, у відповідності до зведеної кодифікації федерального законодавства США, у загальній системі національної безпеки країни.

## Зміст
14-й розділ визначає законодавчу базу щодо призначення, функцій, завдань та організації усіх компонентів Берегової охорони країни, у тому числі резервних та допоміжних.
Кожна з двох частин 14-го розділу присвячена певній галузі права, що стосується цього виду збройних сил США, регулярного та резервного компоненту відповідно.

## Підрозділи 14-го розділу Кодексу США
- Частина I — Регулярна Берегова охорона (англ. Regular Coast Guard) (§§ 1–693)
- Частина II — Резерв Берегової охорони та допоміжні частини (англ. Coast Guard Reserve and Auxiliary) (§§ 701–894)